# Wortüberlegenheitseffekt
Der Wortüberlegenheitseffekt besagt, dass ein Leser ganze Wörter einer Sprache schneller und mit einer kleineren Fehlerrate erkennt als einzelstehende Buchstaben und Nichtwörter (zufällige Buchstabenkombinationen), welche sich aus denselben Buchstaben zusammensetzen. Buchstaben sind demnach innerhalb eines Wortes leichter zu identifizieren als wenn sie einzeln stehen oder maskiert (zum Beispiel innerhalb einer Folge von Buchstaben wie XXXXX) angeboten werden. Bereits James McKeen Cattell, ein Pionier der US-amerikanischen Psychologie, berichtete, dass Buchstaben leichter gelesen werden, wenn sie ein Wort bilden als wenn sie kein Wort ergeben. Die Worterkennung läuft demnach flüssiger ab. Dieser, mit Hilfe der Wahrscheinlichkeitstheorie erst plausibel gemachte und später von dem Experimentalpsychologen Gerald M. Reicher überprüfte Befund, den Reicher 1969 demonstrierte, gilt als Hauptbeweis für die dynamische und aktive Eigenschaft der Sprachwahrnehmung.
Verläuft die Verarbeitung visueller Information schon sehr effizient, dann ist die Verarbeitung schriftlicher Sprache zusätzlich durch den Wortüberlegenheitseffekt organisiert. Die Effizienz des Leseprozesses bemisst sich nach der Lesegeschwindigkeit. Der Leser liest im Durchschnitt 250–300 Wörter pro Minute. Pro Wort ergibt dies eine Zeitspanne von nur 200–300 Millisekunden.
Der Wortüberlegenheitseffekt zeigt sich bei längeren Buchstabenfolgen ausgeprägter als bei kürzeren. Dies gilt auch bei einer längeren Reaktionszeit zwischen Darbietung des Stimulus und der Reaktionswahl. Daraus folgt, dass der markanteste Unterschied zwischen der Verarbeitung von Wörtern und Rezeption anderer visueller Reize darin besteht, dass das Gehirn Wörter schneller in einen effizienten Speichermodus überträgt. Dabei wird davon ausgegangen, dass die Buchstabenfolge auf bereits abgespeicherten sprachlichen Strukturen abgebildet wird. Jene Strukturen können zum einen im inneren Lexikon abgespeicherte Wörter sein. Zum anderen kann der Übersetzungsprozess auch ein produktives System sein, welches die Ausbildung neuer Formen in einer Sprache ermöglicht (eine Erklärung der Pseudowortüberlegenheit). Das phonologische Rekodieren stellt eine der Möglichkeiten zur Übertragung dar.
Häufige Wörter zeigen keine Überlegenheit gegenüber weniger häufigen.